# Al-Baha
al-Baha (arabisch الباحة, DMG al-Bāḥa, auch al-Bahah) ist eine Stadt im Westen von Saudi-Arabien innerhalb der Region Hedschas. Sie ist die Hauptstadt der Provinz al-Baha und ist aufgrund ihrer Natur und traditionellen Architektur eine der wichtigsten Touristenattraktionen des Landes. Sie genießt ein relativ moderates Klima und ist von mehr als 40 Wäldern umgeben, womit sie zu den grünsten Regionen des Landes zählt. Al-Baha ist das Hauptquartier des Gouverneurs, der Gemeinderäte und der Zweigstellen der Regierungsabteilungen. Die Stadt al-Baha erhält die besondere Aufmerksamkeit des Staates und ist Standort der wichtigsten Bildungs-, Tourismus- und Gesundheitseinrichtungen der Provinz. Die Stadt gilt als die Hauptstadt der Stämme Ghamid und Zahran, zu denen die meisten Einwohner gehören.

## Geschichte
In der Vergangenheit war das Gebiet als Ghamid und Zahran bekannt, welche auch die Namen der beiden großen einheimischen Stämme sind. Die Stämme in der Region gehen auf den berühmten vorislamischen Staat Saba zurück, dessen Herrschaft sich bis auf Gebiete ausdehnte, die heute als Syrien und Libanon bekannt sind. Historiker gehen davon aus, dass sie den Staat Aksum in Abessinien gegründet haben.
Später fiel die Stadt unter die Herrschaft des Osmanischen Reiches. Seit 1932 gehört die Stadt zum heutigen Staat Saudi-Arabien.

## Klima
In al-Baha herrscht heißes Wüstenklima (Köppen-Klimaklassifikation BWh). Das Klima wird durch seine unterschiedlichen geografischen Merkmale stark beeinflusst. In al-Baha herrscht im Allgemeinen ein mildes Klima mit Temperaturen zwischen 12 und 23 Grad. Aufgrund seiner Lage von über 2000 Metern über dem Meeresspiegel ist das Klima im Sommer gemäßigt und im Winter kalt. Die Gegend zieht Besucher an, die nach einem gemäßigten Klima und unberührten Landschaften suchen.

## Infrastruktur
Die Stadt verfügt mit dem Flughafen al-Baha über einen kleinen Flughafen für Inlandsflüge. Die Stadt hat eine im Jahr 2006 eröffnete Universität und mehrere Krankenhäuser. Neben modernen Einzelhandelsgeschäften gibt es einen traditionellen Markt (Suq).

## Wirtschaft
Die Provinz ist bekannt für die Herstellung von Honig sowie für die landwirtschaftliche Produktion von Gemüse, Getreide, Obst und Datteln. Die Provinz ist ebenfalls bekannt für seine Granatäpfel-Industrie. Mehr als 30.000 Tonnen produziert die Provinz. In der modernen Ära ist der Tourismus wichtig geworden.

## Galerie

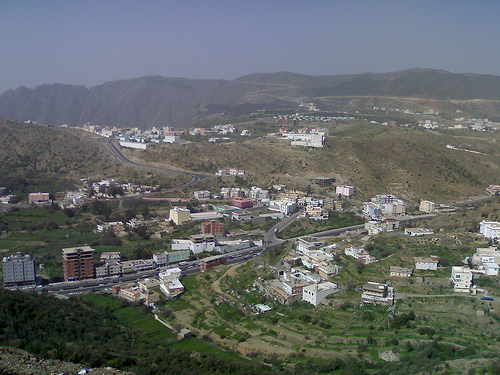
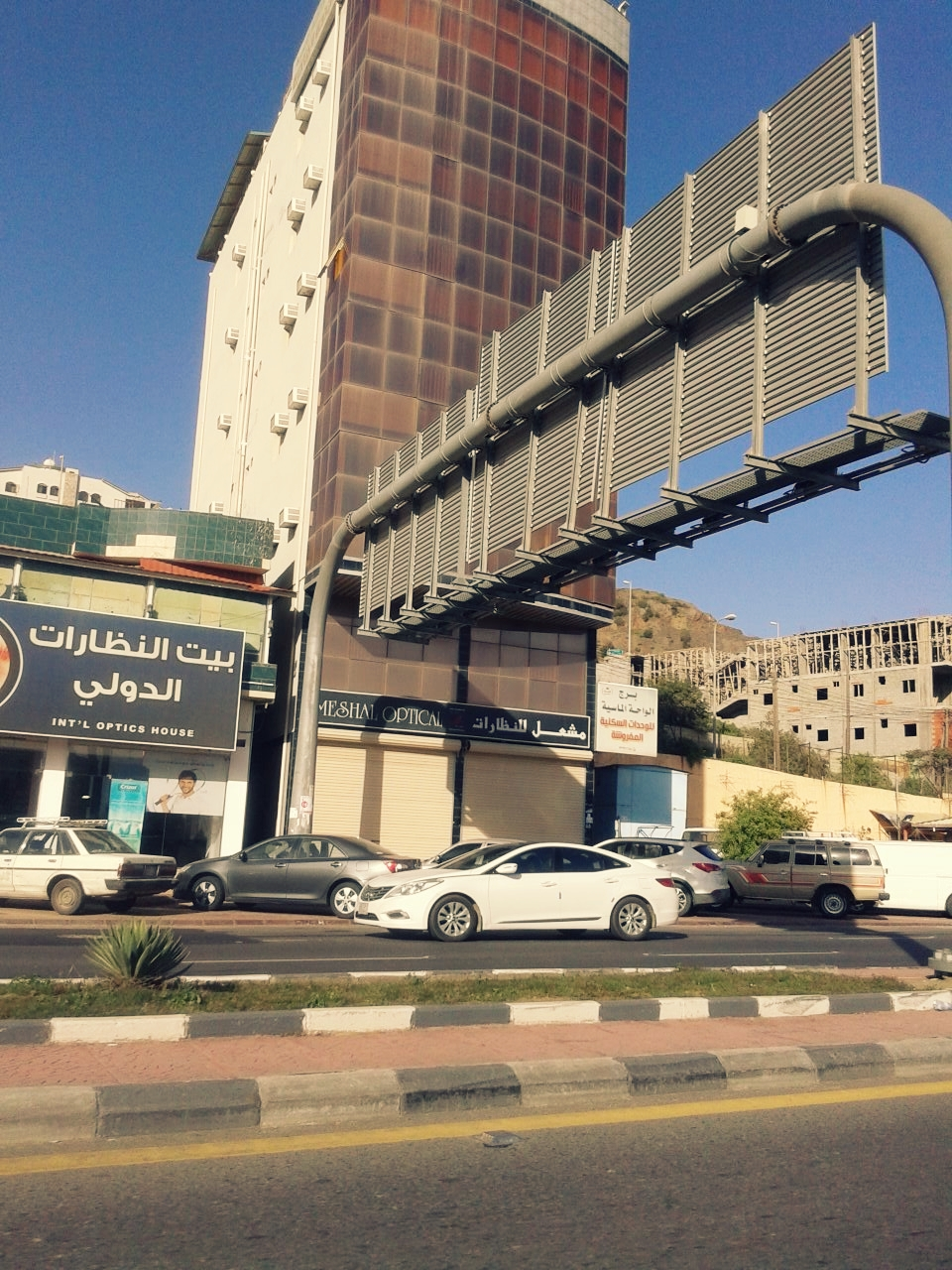
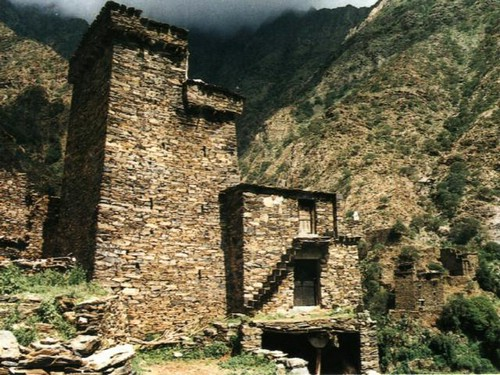
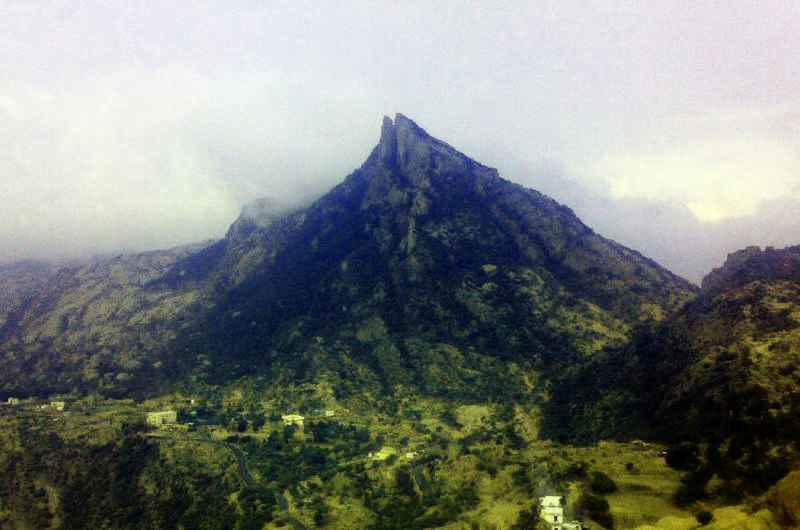